# BKK3
BKK-3 est une agence d'architecture autrichienne.
BKK-3 est la troisième formation issue d'un collectif créé dans les années 1980 sous le nom de BKK2 (littéralement Baukunst Kollektiv - L'art de construire collectivement) basé à Vienne, et fondé principalement par Johny Winter et Franz Sumnitsch. 
Dans une optique d'activisme politique, le collectif se positionne pour une architecture participative entre l'utilisateur et les institutions. Héritiers d'une vieille tradition viennoise d'habitat collectif, laquelle remonte aux fameux Höffe (logements sociaux disposés autour de cours intérieures) des années 1920, leur travail se concentre sur les nouvelles formes d'habitat communautaire.
Avec les coopératives d'habitat et de services Sargfabrik et Miss Sargfabrik, le bureau atteint une certaine renommée.

## Réalisations
- 2005 i c u b, centre de recherches, Vienne
- 2003 IP.TWO Bureaux, Kurtel, Vienne
- 2001 IP.ONE,immeuble d'habitations en béton orange, Matzleinsdorfer Platz, Vienne
- 2000 Living space - Miss Sargfabrik, Vienne

## Publications
- 2G N.36   Bart Lootsma, Andreas Ruby, Ilka Ruby (texts),  (ISBN 8425220416)